# Bunker Museum Den Haag
Het Bunker Museum Den Haag was gevestigd in een ondergrondse bunker die tijdens de Tweede Wereldoorlog door de Duitsers werd gebouwd. Deze bevindt zich bij het surfdorp aan het begin van de Strandweg en het Adriaan Maasplein in Scheveningen. Het museum werd beheerd door vrijwilligers.
In hetzelfde stadsdeel is nog steeds het Atlantikwall Museum Scheveningen gevestigd, een instelling met een min of meer vergelijkbaar doel.

## Achtergrond

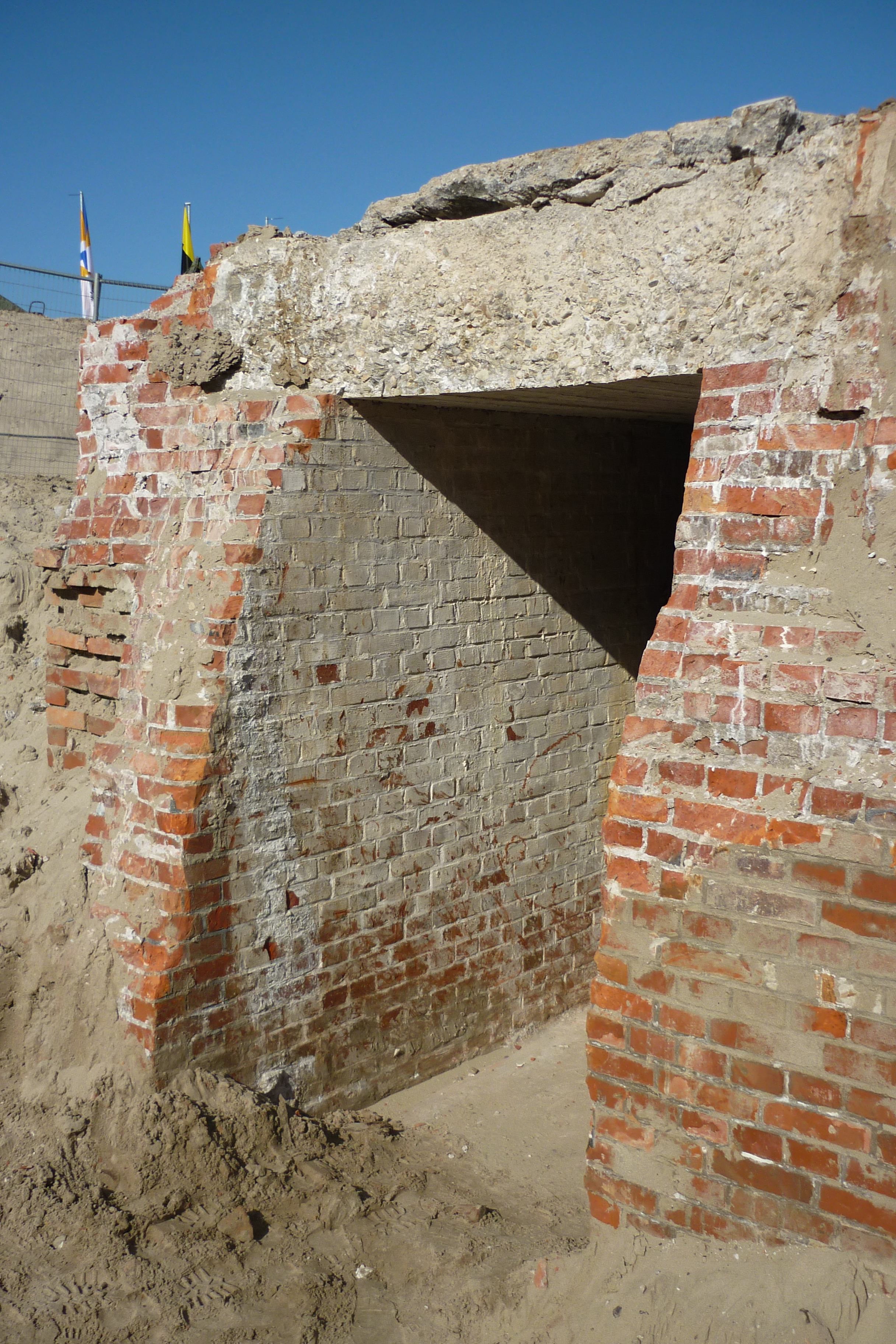
Toegang tot de Nederlandse kazemat

De Atlantikwall was een 2685 km lange verdedigingslinie die door nazi-Duitsland werd aangelegd in bezet gebied ter voorkoming van een geallieerde invasie. Daarbij werden duizenden bunkers, geschutstellingen en versperringen aangelegd, in eerste instantie nabij havens en zeemonden. Vervolgens werden ook andere belangrijke locaties en tussenliggende delen van versterkingen voorzien. Formeel begon de aanleg in december 1941, maar het meeste werk is verricht vanaf herfst 1942. Na de geallieerde invasie in Normandië kwam het werk goeddeels stil te liggen. Hoewel de naam een ononderbroken muur suggereert, moet men eerder denken aan een lange serie forten en versterkte punten, waarbij tussenliggende kuststroken minder, of helemaal niet werden versterkt. Commando- en communicatiebunkers, alsmede andere ondersteunende bouwwerken werden iets landinwaarts opgetrokken. In de agglomeratie Den Haag zijn niet alleen resten van de kustverdediging bewaard gebleven, maar ook de ondersteunende faciliteiten zijn deels nog in de stad aanwezig.
Scheveningen beschikte niet over een belangrijke haven, maar het Duitse civiel bestuur in Nederland met het hoofdkwartier van de Rijkscommissaris Arthur Seyss-Inquart, op Clingendael, lag niet ver landinwaarts. Daarom was zij kwetsbaar voor verrassingsaanvallen en werd de verdedigingslinie in Scheveningen een van de zwaarder uitgevoerde delen ervan. Het aanleggen van zo'n linie in stedelijk gebied had voor het dagelijks leven een sterk ontwrichtend effect. Alleen al in Scheveningen en Den Haag werden hiervoor 30.000 mensen uit hun woning verdreven. Na de oorlog werd veel afgebroken, maar sommige bunkers of delen daarvan dienen thans als fundament voor huisvesting (bunkerwoningen) en andere gebouwen. Andere oorlogsbouwwerken lagen er decennialang verlaten bij en werden afgedekt of volgestort, om ongelukken te voorkomen. Groepen enthousiaste burgers hebben soms bunkers uitgegraven of zich anderszins toegang verschaft. Uit deze 'bunkerploegen' of uit andere samenwerkingsverbanden ontstonden soms initiatieven tot behoud of zelfs openstelling van bouwwerken. Het Bunker Museum Den Haag draaide op vrijwilligers en kreeg geen subsidie. In de eerste vijf jaar na de openstelling in mei 2009 mocht het museum zo'n 90.000 bezoekers verwelkomen.

## Versterkingen in Scheveningen

### Tankmuur
Op de boulevard van Scheveningen werd tijdens de oorlog een tankmuur gebouwd die 450 meter lang was, 3 meter hoog en 1,5 meter dik. Aan de zuidkant begon hij bij de vuurtoren en bij de Keizerstraat was een opening, die in geval van nood afgesloten kon worden. Aan de zuidkant van de muur stond een geschutsbunker type 625. Daarbij was een open geschutsopstelling. Bij Seinpostduin stond een geschutsbunker type 680 met een mitrailleurnest. Aan de noordkant van de muur  was een complex met een type 612-bunker. Tussen de zuid- en de noordkant waren meerdere bunkers voor en achter de muur en ten dele in de muur. Een deel van de muur was ter camouflage beschilderd, zo was bij het Palace Hotel de muur beschilderd met winkelpuien. Bij het opruimen ervan is het puin deels gebruikt om bunkers in Den Haag vol te storten of te overdekken.

### Type 622-bunker
De  Doppel-Gruppenunterstand type 622-bunker waarin het museum was gevestigd, werd in 1943 door de Duitsers gebouwd. Het bouwnummer was 8598. De buitenmaat van de bunker is ongeveer 12x12 meter. De muren en het dak zijn van twee meter dik gewapend beton. Van dit type werden er ruim 1500 gebouwd, waarvan 12 in de agglomeratie Den Haag. Toch is het niet ondenkbaar dat de bunker bij een toekomstige renovatie van de Scheveningse boulevard zal moeten wijken.
In de onderhavige bunker waren twee kamers, elk voor tien personen die daar zaten voor de verdediging van de hoofdweerstandslijn langs de boulevard en rond de Scheveningse haven. De twee toegangen tot de bunker waren beveiligd met luchtsluizen (tegen gasaanvallen).

## Andere bunkers in Den Haag en Scheveningen
In 1996 werden 17 bunkers en zes complexen op de gemeentelijke monumentenlijst geplaatst wegens hun cultuurhistorische waarde en hun betekenis voor de wetenschap. Onder meer:
- Bij het Westbroekpark zijn enkele huizen op voormalige bunkers gebouwd (bunkerwoningen).[4] Drie bunkers zijn vanaf Het Kanaal goed te zien.
- Park Oostduinlaan
- Nederlandse S3 kazemat, tijdens de mobilisatieperiode 1939-1940 gebouwd en later door de Duitsers uitgebreid. Hij werd in samenwerking met de gemeente Den Haag en Atlantikwall Museum Scheveningen opgegraven in 2010 en later vanwege de cultuurhistorische waarde getransporteerd naar het Geniemuseum in Vught. Deze kazemat lag voor het Seinpostduin en was bereikbaar door een tunnel die onder de tankmuur doorging.
- Eind Zwarte Pad, bewoond door beschermde meervleermuizen, voormalige feestbunker met groot gangenstelsel.